# Ghassan Tueni
Ghassan Tueni (arabisch غسان تويني, DMG Ġassān Tuwayniyy; * 5. Januar 1926 in Beirut; † 8. Juni 2012 ebenda) war ein libanesischer Journalist, Herausgeber, Diplomat und Politiker.

## Leben
Tueni entstammte einer griechisch-orthodoxen Familie. Er trat nach seinem Studium der Philosophie in die Zeitung an-Nahar und den gleichnamigen Verlag seines Vaters ein und war von 1948 bis 1999 und ab 2003 bis zu seinem Tod dort Herausgeber. 1951 wurde er Abgeordneter in der Nationalversammlung. Bis 1977 war er abwechselnd Minister für Information, Erziehung, Tourismus und Industrie, ferner stellvertretender Regierungschef. Er war während des Bürgerkrieges von 1977 bis 1982 Botschafter des Libanons bei den Vereinten Nationen.
Er war bis zu ihrem Tod 1983 verheiratet mit der Dichterin Nadia Tuéni, geborene Hammade. Sein Sohn Gebran Tueni, ein Journalist und Parlamentarier, wurde im Dezember 2005 durch eine Autobombe getötet.
Ghassan Tueni übte nach dem Attentat seine Parlamentstätigkeit weiter aus und übernahm auch die Herausgebertätigkeit seines Sohnes. Seine zweite Ehefrau war Chadia Tuéni.